# Andelfingen
Andelfingen (toponimo tedesco; fino al 1970 Grossandelfingen) è un comune svizzero di 2 224 abitanti del Canton Zurigo, nel distretto di Andelfingen del quale è capoluogo.

## Storia
Dal suo territorio nel 1817 fu scorporata la località di Adlikon, divenuta comune autonomo.

## Monumenti e luoghi d'interesse

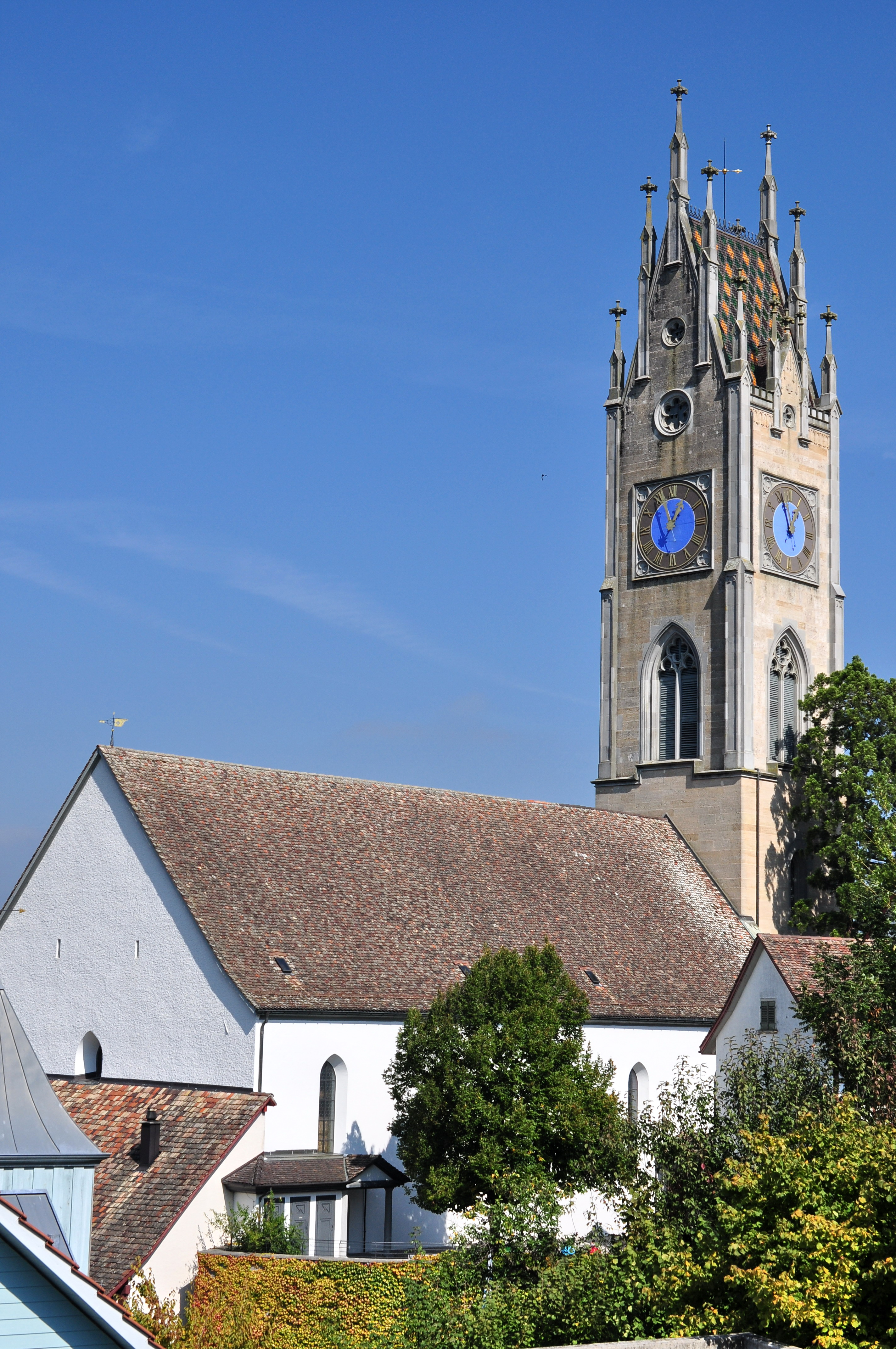
La chiesa riformata

- Chiesa riformata, eretta nell'VIII secolo e ricostruita[2].

## Società

### Evoluzione demografica
L'evoluzione demografica è riportata nella seguente tabella:
Abitanti censiti

## Amministrazione
Ogni famiglia originaria del luogo fa parte del cosiddetto comune patriziale e ha la responsabilità della manutenzione di ogni bene ricadente all'interno dei confini del comune.

## Infrastrutture e trasporti
Andelfingen è servito dall'omonima stazione sulla ferrovia Winterthur-Sciaffusa.